# Daihatsu Applause

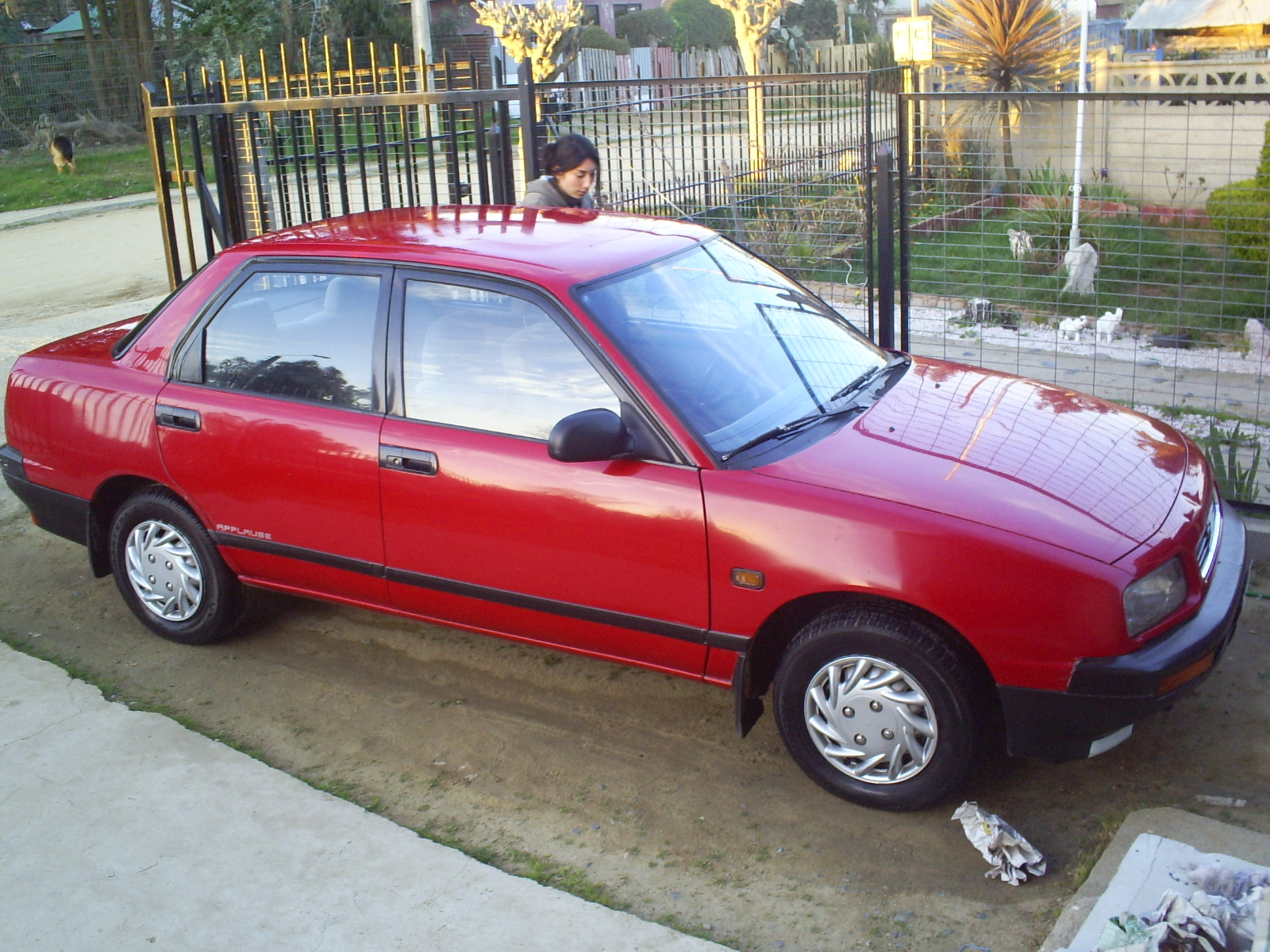
Daihatsu Applause från 1994.

Daihatsu Applause var en mindre bilmodell som introducerades 1989. Den ersatte då Charmantmodellen. Karossen såg ut som en sedan, men hade i själva verket en baklucka av halvkombityp. 
Till en början drabbades modellen av vissa tekniska problem, vilka dock åtgärdades i produktionslinan till 1990 års modell. 1992 genomgick Applause en mildare ansiktslyftning och fick ännu en 1997. Modellen fanns både som fram- och fyrhjulsdriven och med motorer på mellan 90 och 105 hästkrafter. År 2000 lades produktionen ned och den fick ingen egentlig ersättare. I Sverige såldes Applause under några år under 1990-talet och blev en av de sista Daihatsumodeller som marknadsfördes i landet.